# Vabre
Vabre is een gemeente in het Franse departement Tarn (regio Occitanie) en telt 833 inwoners (2004). De plaats maakt deel uit van het arrondissement Castres.

## Geografie
De oppervlakte van Vabre bedraagt 28,1 km², de bevolkingsdichtheid is 29,6 inwoners per km².

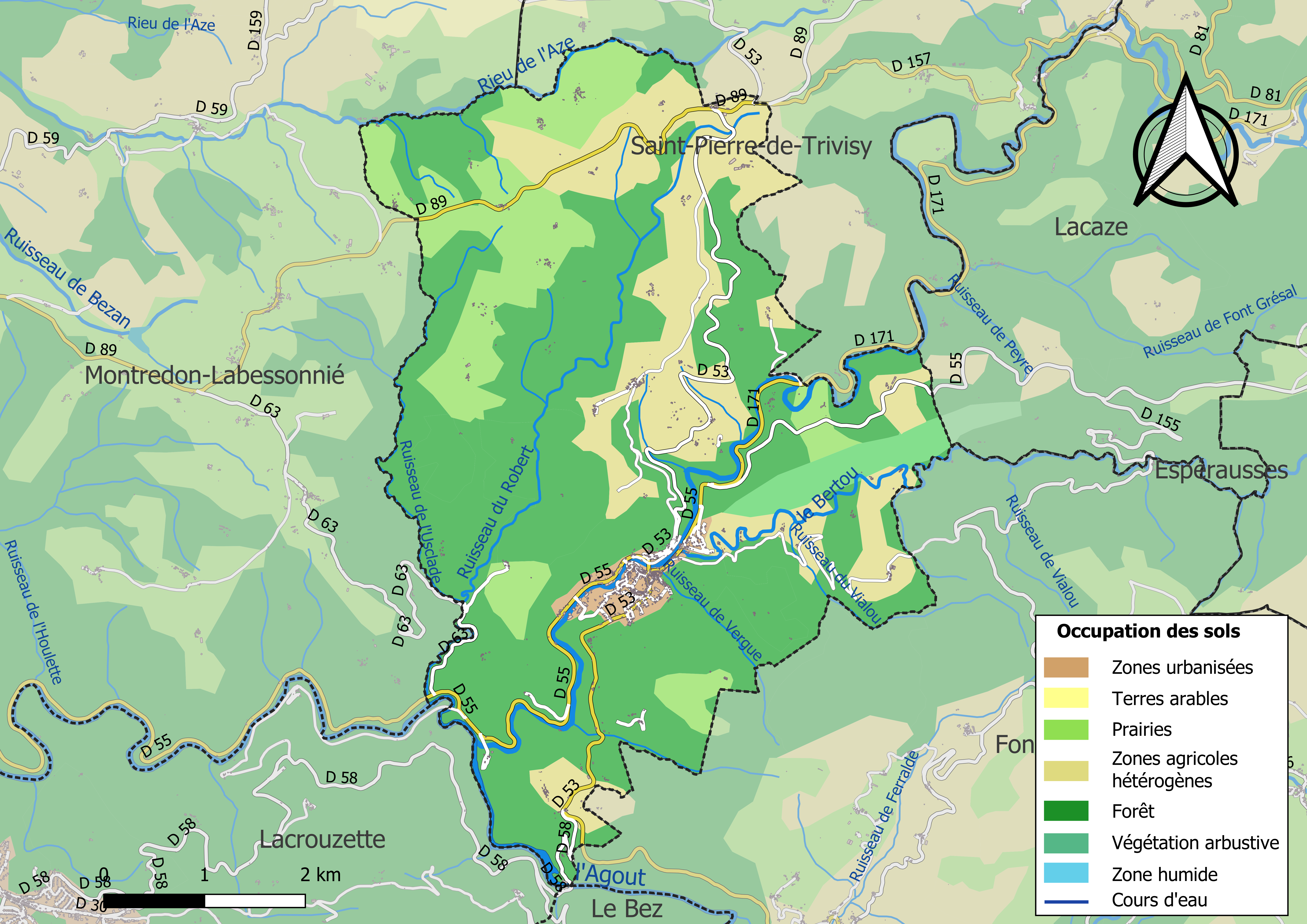
Kaart van de gemeente met de belangrijkste infrastructuur, bodemgebruik en omliggende gemeenten

## Demografie
Onderstaande figuur toont het verloop van het inwonertal (bron: INSEE-tellingen).